# Bulgariens herrlandslag i volleyboll

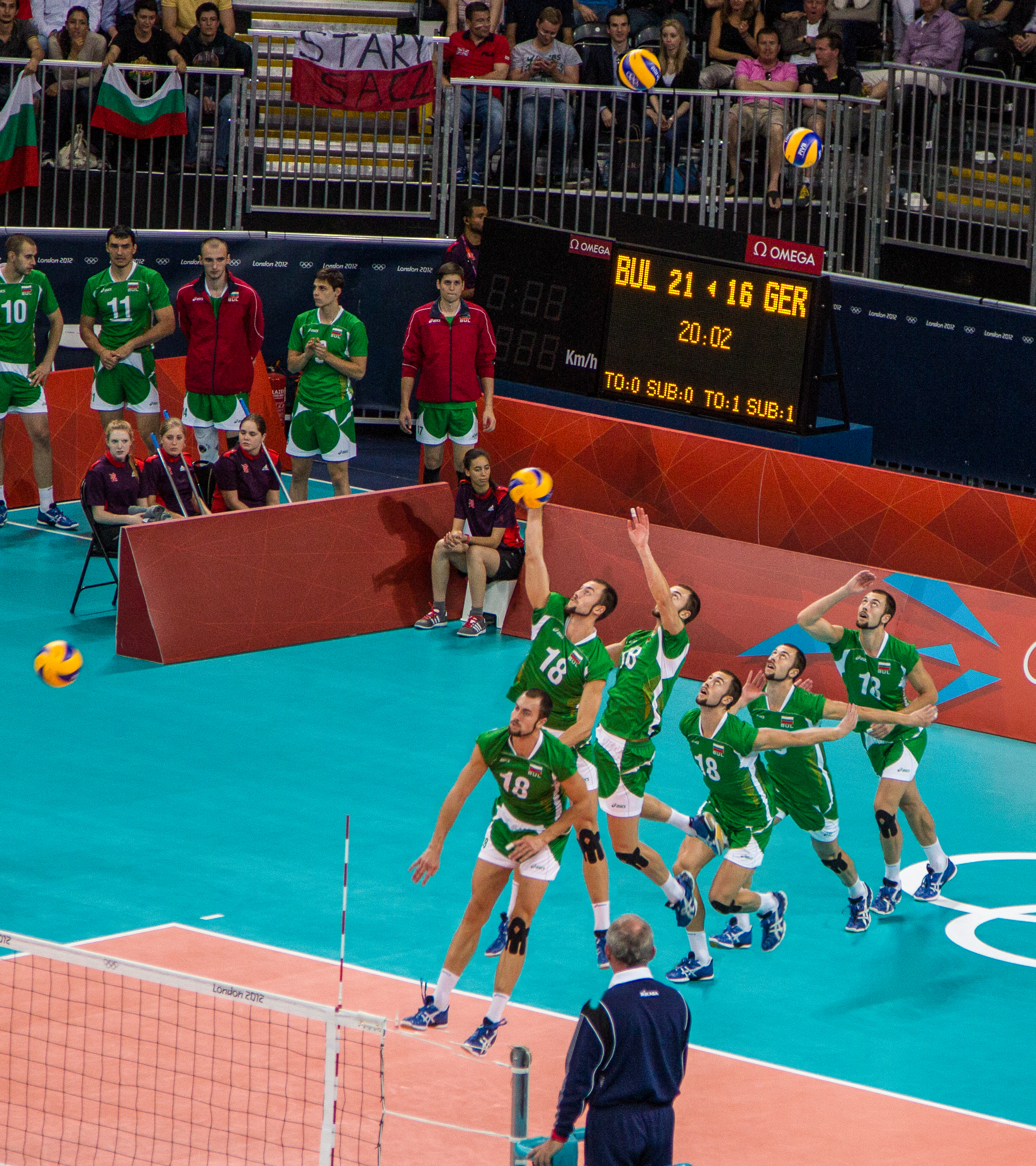
Bulgarien-Tyskland i 2012 års olympiska turnering

Bulgariens herrlandslag i volleyboll representerar Bulgarien i volleyboll på herrsidan. Laget tog silver i Europamästerskapet 1951, världsmästerskapet 1970 och 1984 års olympiska turnering.

### Fotnoter
1. ↑  Todor Krastev (12 mars 1951). ”Men Volleyball III European Championship 1951 Paris (FRA) - 12-22.09 Winner Soviet Union” (på engelska). Sport Statistics. Arkiverad från originalet den 21 juli 2009. https://www.webcitation.org/5iRFqG6bX?url=http://todor66.com/volleyball/Europe/Men_1951.html. Läst 25 juni 2015.
2. ↑  Todor Krastev (12 mars 1970). ”Men Volleyball VII World Championship 1970 Sofia (BUL) - 20.09-02.10 - Winner East Germany” (på engelska). Sport Statistics. Arkiverad från originalet den 16 november 2015. https://web.archive.org/web/20151116062117/http://todor66.com/volleyball/World/Men_1970.html. Läst 25 juni 2015.
3. ↑  Todor Krastev (12 mars 1984). ”Men Volleyball XXIII Olympic Games Los Angeles (USA) 1984 - 29.07-10.08 Winner United States” (på engelska). Sport Statistics. Arkiverad från originalet den 26 juni 2015. https://web.archive.org/web/20150626133446/http://todor66.com/volleyball/Olympics/Men_1984.html. Läst 25 juni 2015.